# Guillaume Bijl
Pour les articles homonymes, voir Bijl.
Guillaume Bijl, né le 19 mars 1946 à Anvers et mort le 14 juin 2025 à Wilrijk, est un artiste belge, créateur d'installations.

## Biographie

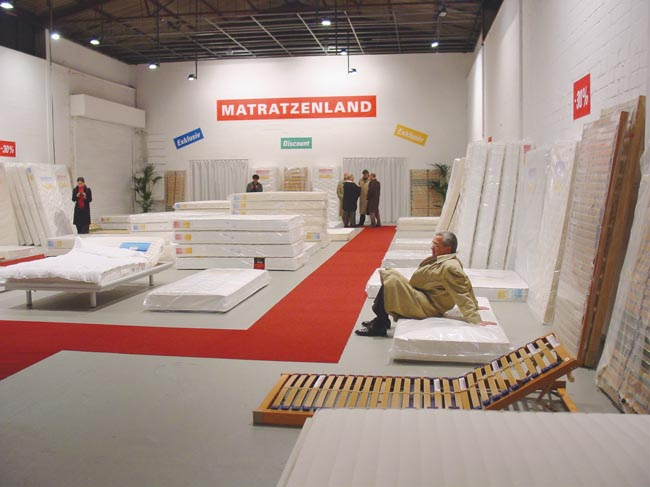
Mattressdiscount installation, 2002, Kunsthalle, Münster.

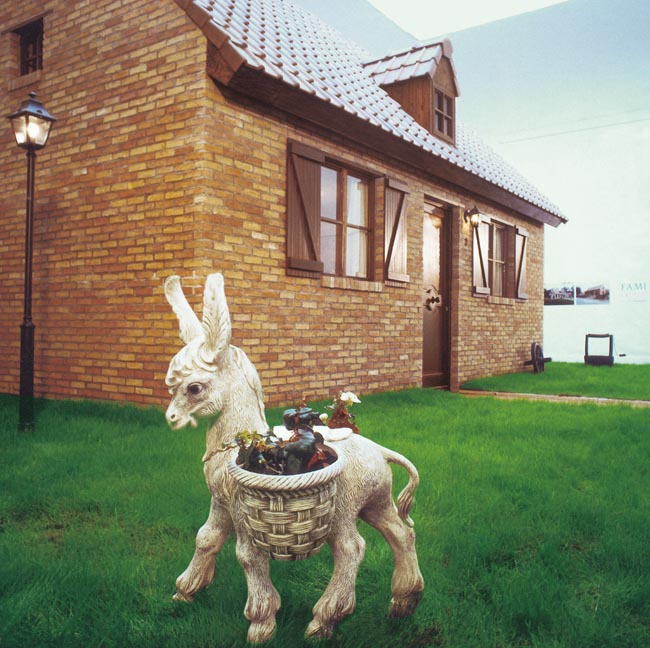
Fami-Home installation, 1988, pavillon de la Belgique, Biennale de Venise.

### Installations
Sa première installation est une auto-école mise dans la galerie Ruimte Z à Anvers, inaugurée le 20 avril 1979 et accompagnée d'un manifeste demandant l'abolition des centres d'art contemporain qu'il considère inutiles économiquement parlant, et leur transformation en espaces commerciaux. Cette installation est suivie d'autres dans les années 1980 ; ainsi, à Berchem-Sainte-Agathe en 1983, le centre culturel devient une friterie, à Genève en 1985, la galerie Andata.Ritorno est transformée en laverie automatique tandis que, la même année, le Stedelijk Museum d'Amsterdam l'est en magasin de tapis d'Orient.
Il divise son travail en quatre catégories :
- les « installations de transformation »
- les « installations de situation »
- les « compositions trouvées »
- les « sorry's »

Pour Documenta IX qui s'est tenue du 13 juin au 20 septembre 1992 à Cassel, il a créé une vitrine d'exposition pour un musée de la poupée de cire.